# Paruline de Saint-Vincent
Catharopeza bishopi
Genre
Espèce
Statut de conservation UICN

 EN B1ab(i,ii,iii,v); C2a(ii) : En danger
La Paruline de Saint-Vincent (Catharopeza bishopi), unique représentant du genre Catharopeza, est une espèce de passereaux appartenant à la famille des Parulidae.

## Distribution

Carte de distribution de l'espèce

Cette espèce est endémique de l'île de Saint-Vincent, la principale île de l’État de Saint-Vincent-et-les-Grenadines.